# Marco Antônio Costa (político)
Marco Antônio Costa (Porto Nacional, 19 de setembro de 1955) é um engenheiro e político brasileiro, filiado ao PSD.
Atualmente, é primeiro-suplente da senadora Kátia Abreu, por Tocantins, tendo exercido entre julho e outubro de 2008, e entre o fim de 2012 e início de 2013. Atuou como titular nas Comissões de Assuntos Econômicos (CAE), Serviços e Infraestrutura (CI) e a Comissão Parlamentar Mista de Inquérito (CPMI) que investiga Carlinhos Cachoeira. Além disso, como suplente nas Comissões de Constituição Justiça e Cidadania (CCJ), Agricultura e Reforma Agrária (CRA) e Meio Ambiente, Defesa do Consumidor e Fiscalização e Controle (CMA). Foi também líder do PSD no Senado até o retorno de Kátia Abreu.